# Muzaffarnagar (distrikt)
Muzaffarnagar (hindi: मुज़फ़्फ़रनगर ज़िला, urdu: مُظفٌر نگر ضلع) er et distrikt i den indiske delstat Uttar Pradesh. Distriktets hovedstad er Muzaffarnagar.

## Demografi
Ved folketællingen i 2011 var der 4,138,605 indbyggere i distriktet, mod 3,543,362 i 2001. Den urbane befolkningen udgør 28,76 % af befolkningen.
Børn i alderen 0 til 6 år udgjorde 15,23 % i 2011 mod 19,13 % i 2001. Antallet af piger i den alder per tusinde drenge er 859 i 2011.